# Красуцкий, Евгений Иванович
Красуцкий Евгений Иванович (16 января 1918 — 17 марта 1944) — командир батальона 1008-го стрелкового полка (266-я стрелковая дивизия, 3-я гвардейская армия, 4-й Украинский фронт), гвардии капитан.

## Биография
Родился в 1918 году в Петрограде в семье почтово-телеграфного чиновника 5-го разряда из мещан Ивана Фёдоровича Красуцкого и воротынской мещанки Евгении Никитичны, урождённой Федосеевой. Окончив среднюю школу, работал электриком в трамвайном парке.
В Красной армии с 1939 года. Участник советско-финской войны. Участник Великой Отечественной войны с июня 1941 года. Окончил военно-политическое училище в 1943 году и Курсы усовершенствования командного состава. Член ВКП(б) с 1943 года.
Командир батальона 1008-го стрелкового полка 266-й стрелковой дивизии 3-й гвардейской армии 4-го Украинского фронта гвардии капитан Красуцкий во главе группы бойцов под огнём противника в ночь на 8 февраля 1944 года преодолел Днепр у города Никополь (Днепропетровская область). Группа захватила переправочные средства — лодки, бочки и один паром. Другая группа, составленная из добровольцев батальона, переправившись через Днепр, уничтожила две огневые точки врага и дала сигнал к переправе всего батальона. Гвардии капитан Красуцкий организовал форсирование реки всем подразделением. Уже через час батальон захватил плацдарм на противоположном берегу. Через три часа был переправлен весь полк, отражено четыре контратаки танков и пехоты противника, обеспечив плацдарм для всей дивизии.
Утром 8 февраля батальон Красуцкого первым ворвался в Никополь. Бойцы его батальона водрузили красное знамя на одном из самых высоких зданий города. После освобождения Никополя, в ходе дальнейших боёв, батальон продвинулся ещё на 70 километров.
Тяжело ранен в бою 14 февраля. Умер 17 марта 1944 года.
Указом Президиума Верховного Совета СССР от 19 марта 1944 года за мужество, отвагу и героизм, проявленные в борьбе с немецко-фашистскими захватчиками, гвардии капитану Красуцкому Евгению Ивановичу присвоено звание Героя Советского Союза.
Награждён орденами Ленина, Красной Звезды.
Именем Е.И. Красуцкого названы улицы в Санкт-Петербурге и Никополе (Днепропетровская область). В Петербурге на доме, где жил Красуцкий, установлена мемориальная доска.